# Vladimir von Meck
Vladimir Vladimirovitch Von Meck  (en russe : Фон Мекк, Владимир Владимирович), né le 26 juillet 1877, à Moscou — mort le 16 mai 1932, à New York) est un  secrétaire de gouvernement (selon la table des rangs en Russie) avec la charge de Gentilhomme de la Chambre. Il est peintre amateur, mécène, collectionneur, artiste de théâtre.

## Biographie
Vladimir von Meck provient d'une vieille famille noble allemande du gouvernement balte, qui s'est installée en Livonie en provenance de la  Silésie à la fin du XVIe siècle. Il nait dans la famille de Vladimir Karlovitch von Meck (1852—1893) et d'Élisabeth Mikhaïlovna (1861—1892), fille d'un fabricant de vodka de Moscou M. A. Popov. Son grand-père en ligne paternelle est  Karl Otto Georg von Meck (en), un des fondateurs des transports ferroviaires russes. Sa grand-mère Nadejda von Meck est une mécène réputée.
Depuis l'enfance, Vladimir von Meck aime peindre. En 1889, son professeur Valentin Serov devient un jeune artiste réputé qui juge son élève, alors âgé de douze ans, assez sévèrement : « J'ai vu un garçon, il ne présente rien d'intéressant, je pense que cera ennuyeux de traiter avec lui. »
Vladimir von Meck fait partie de l'association artistique Mir Iskousstva et prend activement part à la création de l'Union des peintres russes. En 1902—1903, ensemble avec Sergueï Chtcherbatov, il ouvre à Saint-Pétersbourg un salon d'artistes peintres baptisé Art contemporain (Sovremenoe Isskoustvo) qui présente des expositions de bijoux, de meubles et de tableaux d'artistes tels que Konstantin Somov, Nicolas Roerich, Léon Bakst et d'autres encore. Ensemble avec Chtcherbatov ils aménagent la chambre nécessaire pour tenir le salon. Dans son Automonographie, Grabar décrit les détails d'une exposition et écrit : «… Chtcherbatov avec von Meck ont garni une chambre en choisissant comme motif la plume de paon! » En 1903, von Merk et Chtcherbatov publient un album sur Constantin Somov. En 1906, von Meck fait partie du comité des expositions de peintres russes au Salon d'automne à Paris. Vladimir von Mack est l'auteur de souvenirs sur Mikhaïl Vroubel, qui sont publiés en 1918 dans la revue Svobodnie tchas.
Il a étudié à la faculté de droit de l'Université d'État de Moscou. Après ses études il est enrôlé dans l'armée et s'entraîne pendant onze mois dans la 4e batterie de la 2e brigade des grenadiers artilleurs. En août 1903 il est jugé apte à faire partie de la réserve d'artillerie Praporshchik.
De 1899 à 1903, il dirige les bonnes œuvres de la grande-duchesse Élisabeth, et devient son secrétaire personnel à partir de 1904. À l'époque de la  Guerre russo-japonaise il est le principal représentant de la section russe de la Croix-Rouge au  Japon et s'occupe du rapatriement des prisonniers de guerre russes. Igor Grabar écrit à Alexandre Benois le 15 mai 1904 : « J'étais chez von Meck le vieux et le jeune. Le vieux, je ne sais pas où il est passé mais le jeune il est entre les villes de Harbin et Liaoyang. » Après la guerre, en 1907—1909, il s'occupe de la restauration de l'église du Couvent des Saintes-Marthe-et-Marie. C'est sous son patronage que sont construites des maisons pour des enfants sans abri à Moscou. Il s'intéresse aussi au scoutisme, et soutient son développement en Russie et, en 1914, il devient l'un des fondateurs de la Société pour l'organisation des jeunes éclaireurs de la ville de Moscou»
Après la  Révolution d'octobre Vladimir von Meck reste en Russie et trouve de l'occupation au Théâtre Maly. Il réalise des esquisses de décors de théâtre qui seront exposées à Moscou en 1918-1923 lors d'une exposition.
En 1923 Vladimir von Meck est envoyé à Paris pour choisir des tableaux de peintres russes vivant à l'étranger en vue d'organiser une exposition en Amérique. De Paris il part aux États-Unis et ne retournera plus en Russie. Grabar se souvient : « En juin 1924 nous avons pris le bateau à vapeur qui est parti en direct vers la Lettonie et à la fin du mois nous étions à Moscou. Par contre la plupart ne sont pas rentrés avec nous. Le sculpteur Sergueï Konionkov n'est pas rentré et von Meck non plus ; Constantin Somov est resté à Paris, d'autres se sont installés à Riga. Sur huit personnes il n'en sont revenus que trois, moi compris. »
En Amérique von Meck trouve du travail: en mai 1924 il organise une exposition à Philadelphie où il présente des dessins de vêtements de mode, des costumes de théâtres et des dessins.
Vladimir von Meck meurt le 16 mai 1932 à  New York.

## Collections
L'un des principaux passe-temps de von Meck était de collectionner les tableaux. Chtcherbatov dans son ouvrage sur l'artiste en Russie écrit que von Meck « possédait un flair artistique subtil. Il n'a pas poursuivi ses études à l'école, il était dilettante, mais il avait des capacités ; il les a orientées sur une voie spéciale. Il a rassemblé de belles toiles, de beaux objets. Il aimait vivre dans un environnement exquis. …Russe (mais d'origine balte) et moscovite, il l'était jusqu'à la moelle des os. » Il travaillait presque tout le temps à sa collection des toiles de Mikhaïl Vroubel et Viktor Vasnetsov, mais aussi Isaac Levitan, Constantin Korovine, Nicolas Roerich,Constantin Somov et d'autres. En 1900—1908, du fait de difficultés financières une partie de sa collection a été vendue à la  Galerie Tretiakov et à d'autres musées et collectionneurs. Lors d'une exposition organisée par Mir Iskousstva, von Meck acquiert pour 3 000 roubles le tableau de Vroubel Le Démon terrassé. En 1908 cette peinture est revendue à une galerie. Parmi les œuvres revendues on trouve encore: Vers la nuit de Vroubel, Les voiles rouges. De Vladimir à Korsoun  de Roerich, Derniers rayons du soleil et Nuit de Lune d'Isaac Levitan, Alionouchka de Vasnetsov, L'été de Korovine,  Au village. Baba au cheval de Valentin Serov, L'Île de l'amour de C. Somov. Le musée Alexandre III (actuellement Musée russe) s'est enrichi de plusieurs toiles provenant de la collection von Meck: La prise de la ville des neiges  de Vassili Sourikov, Radonitsa d' Abram Arkhipov, Sibérie de Vasnetsov,  L'automne doré d'Isaac Levitan, Venise de M. Vroubel. Une partie de ses toiles a été acquise par d'autres collectionneurs parmi lesquels : Ilya Ostroukhov, S. S. Botkinim , Mikhaïl Riabouchinski.
En 1919 le reste de sa collection a été nationalisée et envoyée au Musée russe.

## Mariage
Vladimir von Meck s'est marié avec Varvara Karpova (1889—1954), la fille cadette de l'historien Gennadi Karpov et Anna Timofeevna, née Morozova, nièce de l'industriel et mécène Savva Morozov. Ils n'ont pas eu d'enfants de ce mariage.